# Poa strictiramea
Poa strictiramea är en gräsart som beskrevs av Albert Spear Hitchcock. Poa strictiramea ingår i släktet gröen, och familjen gräs. Inga underarter finns listade i Catalogue of Life.